# Saboeiro
Saboeiro är en kommun i Brasilien.   Den ligger i delstaten Ceará, i den östra delen av landet, 1 400 km nordost om huvudstaden Brasília. Antalet invånare är 15 754. Arean är 1 383 kvadratkilometer.
Terrängen i Saboeiro är lite kuperad.
Omgivningarna runt Saboeiro är huvudsakligen savann. Runt Saboeiro är det glesbefolkat, med 12 invånare per kvadratkilometer.